# Brading
Brading är en småstad och civil parish på ön Isle of Wight i södra England. Staden ligger på öns östra del, cirka 11 kilometer öster om Newport. Tätorten (built-up area) hade 1 906 invånare vid folkräkningen år 2021.